# Повага. Хлопцям про любов, секс та згоду
«Повага. Хлопцям про кохання, секс і згоду» (швед. Respekt – en sexbok för killar, англ. Respect: Everything a Guy Needs to Know About Sex, Love and Consent) – книга-посібник з сексуальної освіти для юнаків-підлітків шведського андролога та секс-педагога Інті Чавеса Переса. Вперше видана у 2010 році у Швеції. Віковий ценз встановлено на позначці 12+. 
У книзі висвітлюються аспекти про розуміння сексу та стосунків, згоди на секс, тілесність, гендерну ідентичність, а також сексуальну орієнтацію. 
Вважається бестселером в декількох країнах.
Відзначена літературною премією «Slangbellan» Асоціації письменників Швеції.
Видана в кількох країнах, зокрема у самій Швеції, Норвегії, США. Права на публікацію куплені загалом 19-ма країнами. 
В Україні до друку книгу підготувало видавництво «Книголав». Була випущена у перекладі Ганни Топіліної на початку 2022 року. Віковий ценз встановлено на позначці 18+.  За рік до цього, на початку березня 2021 року, книга опинилася у центрі гучного скандалу через можливу її цензуру з боку видавництва Книголав і видалення звідти окремого розділу про сексуальні стосунки між юнаками, про що першою повідомила залучена видавництвом експертка з секс-просвітництва Юлія Ярмоленко.

## Виноски
1. ↑  Kåreland, Lena (6 червня 2011). Bögskildringar en tydlig trend. Svenska Dagbladet (швед.). ISSN 1101-2412. Процитовано 16 березня 2021.
2. ↑  Inti Chavez Perez: Respekt. www.expressen.se (швед.). Процитовано 16 березня 2021.
3. ↑  Rose, Hilary. The sex guide every teenage boy needs in the Me Too era. A new, no-holds-barred manual promises to educate young men about relationships. Hilary Rose meets its author, Inti Chavez Perez. The Times & The Sunday Times (англ.). ISSN 0140-0460. Процитовано 16 березня 2021.
4. ↑  Om kärlek, sex och respekt – för alla | dagensbok.com. Процитовано 16 березня 2021.
5. ↑  ‘Het vrouwenlichaam is voor de meeste jongens een blinde vlek’. de Gelderlander. Процитовано 16 березня 2021.
6. ↑  Met deze zes boeken over seks doe je anderen (en jezelf) een plezier. NRC (нід.). Процитовано 16 березня 2021.
7. ↑  Slangbellan till ”Respekt”. SVT Nyheter (швед.). 11 березня 2011. Процитовано 16 березня 2021.
8. ↑  Sexbok vinner Slangbellan (PDF). Biblioteksbladet. 2011. с. 44.
9. ↑  Respect – Everything A Guy Needs to Know About Sex, Love, and Consent. Ahlander Agency (англ.). Процитовано 16 березня 2021.
10. ↑  Що готують видавці для українського читача у 2021 році?. www.ukrinform.ua (укр.). Процитовано 16 березня 2021.
11. ↑  Морква та ЛГБТ. Як книга про секс для юнаків спровокувала скандал в Україні. BBC News Україна (укр.). Процитовано 16 березня 2021.